# ЧАМ Тімішоара
Робітничий спортивний клуб «Тімішоара» (рум. Clubul Athletic Muncitoresc Timișoara) — колишній румунський футбольний клуб з Тімішоари, що існував у 1911—1949 роках.

## Досягнення
- Ліга II
  - Чемпіон: 1938–39
  - Фіналіст: 1937–38, 1947–48
- Кубок Румунії
  - Фіналіст: 1937–38.